# Douglas Fairbanks, Jr.

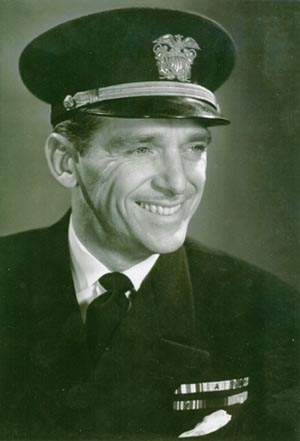
Douglas Fairbanks, Jr. som officer i amerikanska flottan, 1948.

Douglas Fairbanks, Jr., född 9 december 1909 i New York i New York, död 7 maj 2000 i New York, var en amerikansk skådespelare och sjöofficer i amerikanska flottan under andra världskriget. Han var son till skådespelaren Douglas Fairbanks, Sr.. Likt sin far spelade Fairbanks, Jr. flera äventyrsroller, däribland som Rupert i Fången på Zenda, Tommy Ballantine i Gunga Din – lansiärernas hjälte, dubbelroller som tvillingbröder i De korsikanska bröderna och Sinbad i Sindbad sjöfararen.

## Biografi
Douglas Fairbanks, Jr. var son till skådespelaren Douglas Fairbanks och dennes första hustru Anna Beth Sully. När han var 10 år skildes hans föräldrar och Douglas Jr bodde tillsammans med sin mor kortare perioder i Paris, London och Kalifornien.
När Douglas Fairbanks, Jr. var fjorton år fick han av Paramount Pictures ett filmkontrakt, detta säkerligen till stor del beroende på sin härstamning.  Under den närmaste tiden medverkade Douglas i ett antal tämligen betydelselösa filmer. Detta fick till följd, att han sökte sig till teatern där han imponerade på sin far, sin styvmor Mary Pickford och Charlie Chaplin, vilka alla uppmuntrade honom att fortsätta med skådespeleriet. En annan skådespelare, som uppmärksammade hans existens var Joan Crawford, som han snart sällskapade med och slutligen 1929 gifte sig med.
Fairbanks medverkade i ett stort antal filmer tillsammans med Loretta Young och blev med rätta uppmärksammad för sina insatser i dem.
Han åkte så småningom på en försenad bröllopsresa till London och kom där att ofta ses som gäst hos Noel Coward och hertigen av Kent. Han blev mycket aktiv inom såväl sällskapslivet som inom politiken, vilket inte uppskattades av Joan Crawford, varför deras vägar skildes 1933.
1939 gifte han sig för andra gången, denna gång med Mary Lee Hartford, med vilken han fick tre döttrar. Efter nära 50 års äktenskap avled hon av cancer 1988.
Tre år senare inträdde Douglas Fairbanks Jr i sitt tredje äktenskap, denna gång med Vera Shelton.
Fairbanks hade tidigt under andra världskriget propagerat för USA:s stöd till Storbritannien och för sina insatser härvid tilldelades han titeln Knight Commander av Brittiska imperieorden och kunde därmed kalla sig Sir Douglas. Under kriget hade han också av president Franklin D. Roosevelt utsetts som speciellt sändebud i de sydamerikanska staterna.
Fairbanks, som har två stjärnor på Hollywood Walk of Fame, avled av en hjärtattack i New York 2000.

## Filmografi (i urval)
- 1925 – Stella Dallas
- 1928 – Gröna hatten
- 1928 – The Power of the Press
- 1929 – Döm ej ungdomen!
- 1930 – Nattens eskader
- 1930 – Party Girl
- 1930 – Outward Bound
- 1931 – Little Caesar
- 1931 – The Stolen Jools
- 1932 – Bruden från Volga
- 1932 – Marinlöjtnant Scotty
- 1932 – Gentleman för en dag
- 1933 – Morning Glory
- 1933 – The Life of Jimmy Dolan
- 1933 – Parachute Jumper
- 1933 – Captured!
- 1934 – Lilla kejsarinnan
- 1934 – Success at Any Price
- 1937 – Fången på Zenda
- 1937 – I skuggan av ett brott
- 1938 – Hela familjen på vift
- 1938 – Alla tiders semester
- 1938 – Vad ska en fattig flicka göra?
- 1938 – Livet på en pinne
- 1939 – Gunga Din – lansiärernas hjälte
- 1939 – Havens herre
- 1939 – Imperiets söner
- 1940 – Vit kvinna i djungeln
- 1940 – Änglar över Broadway (även produktion)
- 1941 – De korsikanska bröderna
- 1947 – Med värjan i hand (även manus och produktion)
- 1947 – Sinbad sjöfararen
- 1948 – Damen i hermelin
- 1949 – Korsade klingor (även manus och produktion)
- 1950 – Statshemlighet
- 1951 – Där ha' vi ägget (även produktion)
- 1980 – Attack mot Eiffeltornet
- 1981 – Gengångare